# Benešovice
Benešovice (en allemand : Beneschau) est une commune du district de Tachov, dans la région de Plzeň, en République tchèque. Sa population s'élevait à 209 habitants en 2022.

## Géographie
Benešovice se trouve à 21 km au sud-est de Tachov, à 34 km à l'ouest de Plzeň et à 117 km au sud-ouest de Prague.
La commune est limitée par Svojšín au nord, par Stříbro à l'est, par Kladruby à l'est et au sud, et par Bor et Ošelín à l'ouest.

## Histoire
La première mention écrite du village date de 1115.

## Administration
La commune se compose de deux sections :
- Benešovice
- Lom u Stříbra

## Galerie

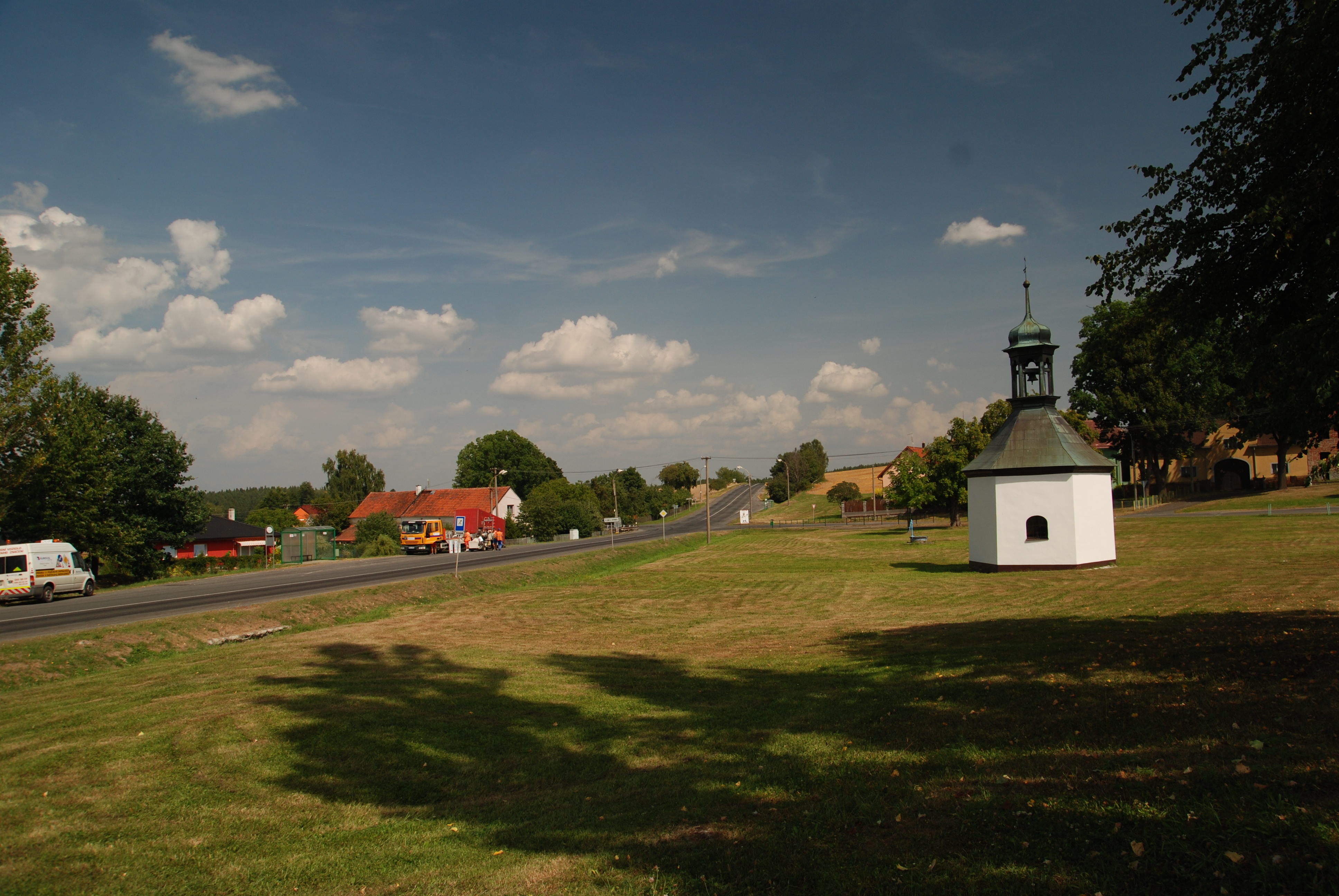
Chapelle à Benesovice.
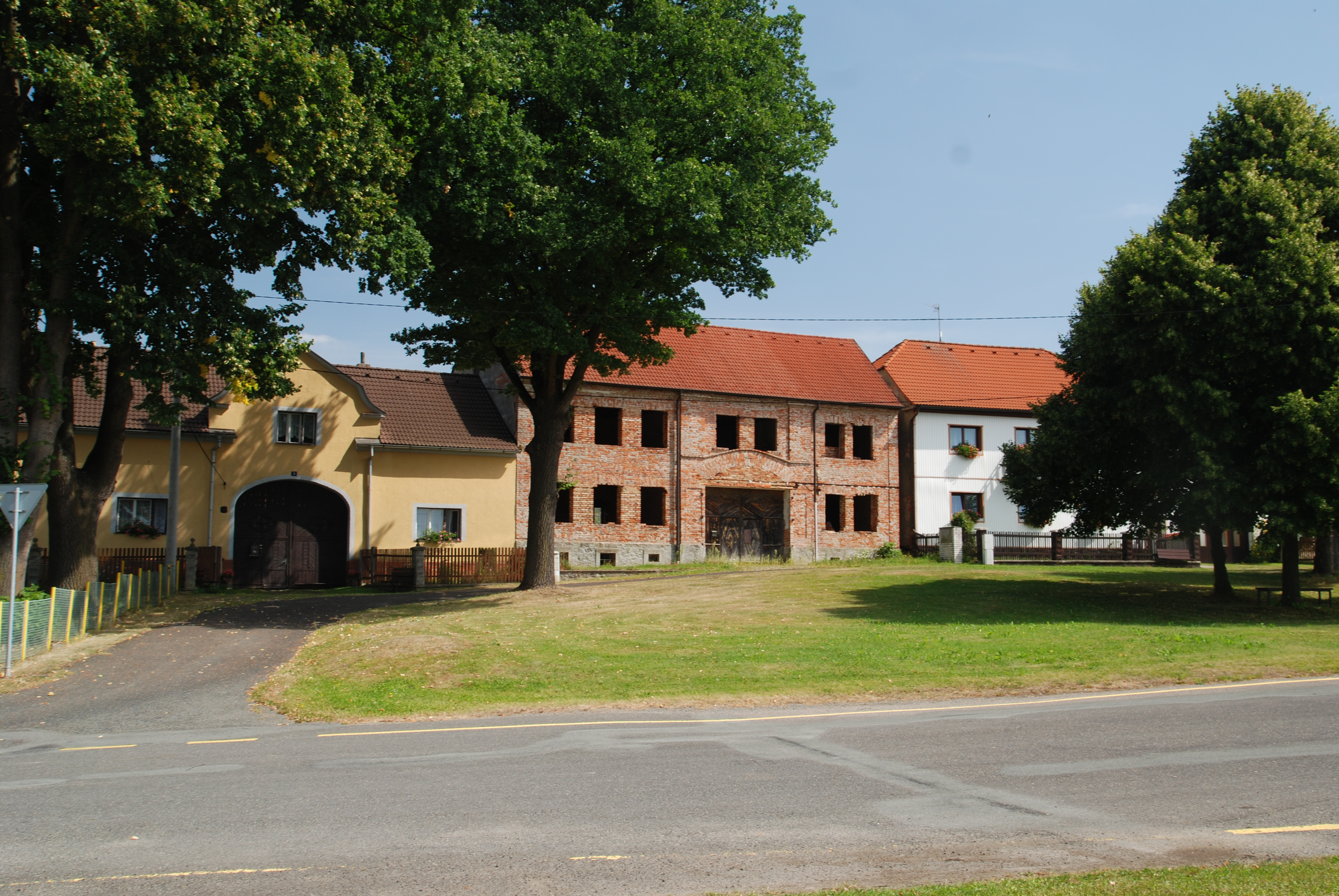
Centre de Benesovice.

## Transports
Par la route, Benešovice se trouve à 8 km de Stříbro, à 23 km de Tachov, à 40 km de Plzeň et à 137 km de Prague. 
Benešovice se trouve à 4 km d'un accès ( 119 Benešovice) de l'autoroute D5, qui relie Prague à la frontière allemande par Plzeň.